# Kanonarcha
Kanonarcha (z gr. kanon i archos) – w liturgii prawosławnej osoba wskazująca stosowny ton (cs. głas) i śpiewająca wersy psalmów i kanonów danego dnia, które następnie powtarza po niej chór (lub chóry).
Funkcja kanonarchy pojawiła się w klasztorach prawosławnych z powodu ich ubóstwa i niedostatecznego wykształcenia muzycznego mnichów. Monastery nie dysponowały dostateczną liczbą ksiąg liturgicznych, by każdy zakonnik mógł w czasie śpiewu liturgicznego korzystać z osobnej. Ponadto wielu mnichów było niepiśmiennych. W związku z tym wyznaczony duchowny, kanonarcha, wskazywał odpowiedni ton, a następnie melorecytował odczytane z księgi kolejne ustępy pieśni. Członkowie monasterskiego chóru powtarzali je po nim. Zwyczaj śpiewu z kanonarchą przetrwał w prawosławnych klasztorach także po upowszechnieniu się druku ksiąg, gdy problem braku tekstów do rozdania między chórzystów stał się nieaktualny.